# Nicolas-François Guillard
Nicolas-François Guillard (Chartres, 16 gennaio 1752 – Parigi, 26 dicembre 1814) è stato un librettista francese.

## Biografia
Uno dei più importanti librettisti francesi della sua generazione, scrisse libretti per molti noti compositori dell'epoca, tra cui Salieri (Les Horaces) e in particolare Sacchini (Œdipe à Colone, tra molti altri). La sua opera più famosa è Ifigenia in Tauride, il suo primo libretto, utilizzato da Gluck dopo che lo aveva inizialmente rifiutato. Gluck collaborò con Guillard per modificare sensibilmente il libretto, non solo per soddisfare le sue preferenze artistiche, ma anche per poter utilizzare la musica preesistente che Gluck aveva preso in prestito, sia da sue precedenti composizioni che da altri compositori.
I libretti di Guillard erano spesso adattamenti di opere scritte precedentemente, piuttosto che prodotti di invenzione originale. Usò una vasta gamma di argomenti come punto di partenza, basando il suo libretto sull'ultima opera Sacchini, Arvire et Évélina, su un poema drammatico inglese e utilizzando anche le opere di Pierre Corneille in due occasioni. Negli anni 1790 cambiò il suo stile per adattarsi all'atmosfera rivoluzionaria del tempo, e una delle sue ultime opere fu l'epica La mort d'Adam, dove ritornò ai temi biblici.
In riconoscimento dei suoi meriti, il governo francese gli assegnò una pensione. Fu anche nel Comité de Lecture dell'Opéra national de Paris.

## Libretti
- 1779: Ifigenia in Tauride, opera in 4 atti, musica di Christoph Willibald Gluck, rappresentata all'Académie royale de musique, il 18 maggio.
- 1781: Émilie ou La Belle Esclave, commedia lirica in un atto, musica di André Grétry, rappresentata all'Académie royale de musique, 22 febbraio.
- 1782: Électre, opera in 3 atti, musica di Jean-Baptiste Moyne, rappresentata all'Académie royale de musique, 2 luglio.
- 1783: Chimène ou le Cid, opera in 3 atti, musica di Antonio Sacchini, rappresentata a Fontainebleau.
- 1784: Dardanus, tragedia in tre atti, da Charles-Antoine Leclerc de La Bruère, musica di Antonio Sacchini, rappresentata al Trianon, Versailles, 18 settembre.
- 1786: Les Horaces, tragedia lirica in 3 atti con intermezzi, musica di Antonio Salieri, rappresentata a Fontainebleau, 2 novembre.
- 1786: Œdipe à Colone, opera in 3 atti, musica di Antonio Sacchini, rappresentata a Versailles, 4 gennaio
- 1788: Arvire et Évélina, tragedia lirica in tre atti, musica di Antonio Sacchini, rappresentata all'Académie royale de musique, 29 aprile.
- 1790: Louis IX en Égypte, opera in 3 atti, con François Andrieux, musica di Jean-Baptiste Moyne, rappresentata all'Académie royale de musique, 15 giugno
- 1792: Elfride, dramma eroico in tre atti, musica di Jean-Baptiste Moyne, rappresentata al Théâtre national de l'Opéra-Comique, 17 dicembre
- 1793: Miltiade à Marathon, opera in 2 atti, rappresentata all'Opéra national de Paris il 5 novembre
- 1794: Proserpine, tragedia lirica in tre atti, da un libretto di Philippe Quinault, musica di Giovanni Paisiello, rappresentata all'Opéra de Paris, il 28 marzo
- 1798: Olimpie, tragedia lirica in tre atti, musica di Christian Kalkbrenner, rappresentata al Théâtre de la République et des Arts à Paris, l'8 dicembre
- 1801: Le Casque et les colombes, opéra-ballet in un atto, musica di André Grétry, rappresentata all'Opéra de Paris, 7 novembre
- 1809: La Mort d'Adam, tragedia lirica religiosa, musica di Jean-François Lesueur.